# Liste der Pseudobasiliken in Schweden

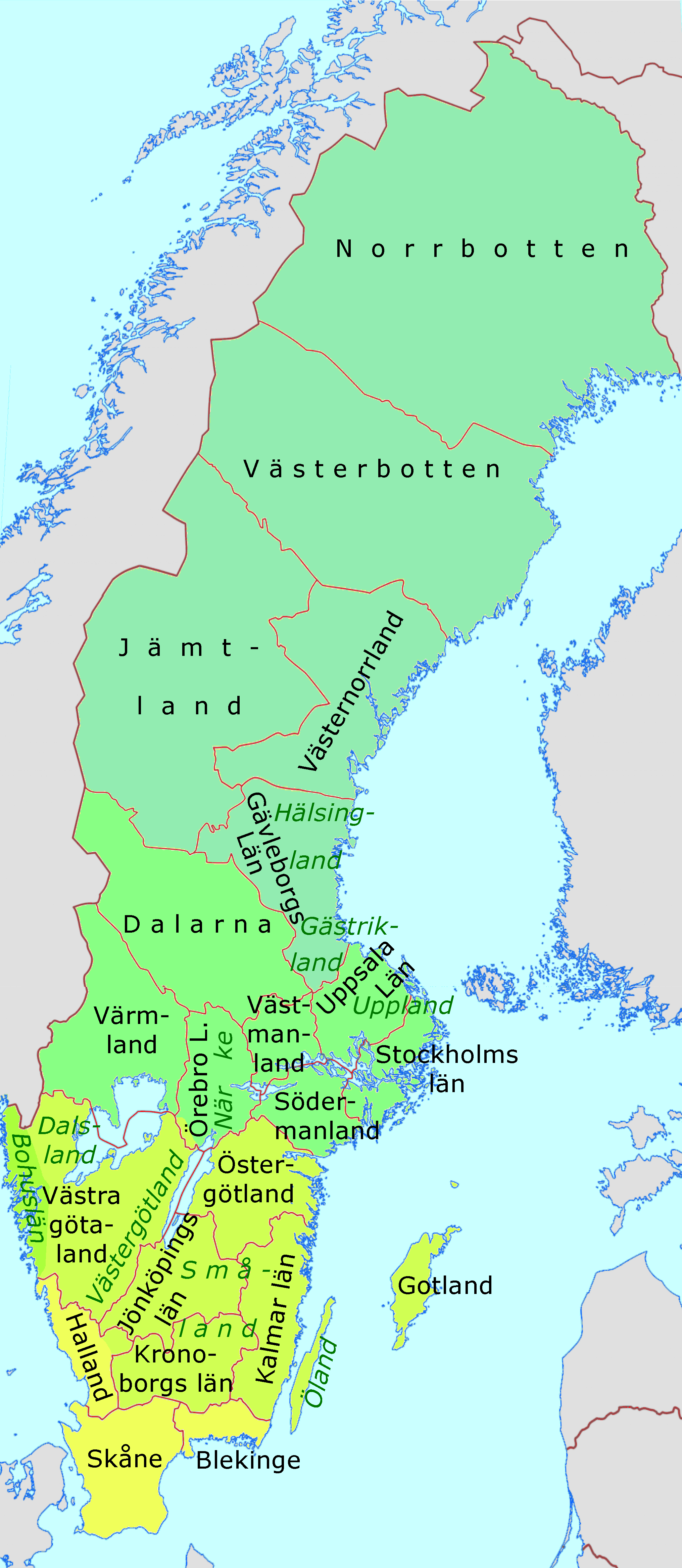
Schweden – Verwaltungsgliederung und Landesteile: Norrland = blaugrün, Svealand = mittelgrün, Götaland: im engeren Sinn = gelbgrün, bis 1658 Norwegisch = kräftig gelbgrün, bis 1645/58 dänisch = gelb

▶ Liste(n) von Pseudobasiliken – Übersicht
– Siehe auch Hallenkirchen in Schweden (46) –
Anzahl: 20, davon 2 teils Pseudobasilika, teils Hallenkirche, dazu 3 Grenzfälle

## Götaland (Südschweden)
– Siehe auch Hallenkirchen in Götaland (27) –
Anzahl: 7

### Jönköpings Län
| Ort                   | Kirche                   | Bemerkungen                                                                | Fotos | Fotos |
| --------------------- | ------------------------ | -------------------------------------------------------------------------- | ----- | ----- |
| Jönköping             | Kristine Kyrka (CC)      | 1649–1673, nachgotisch                                                     |       |       |
| Norra Sandsjö, Nässjö | Norra Sandsjö Kyrka (CC) | spätestens ab 16. Jh., gesamte Innenkonstruktion (wahrscheinlich) aus Holz |       |       |

### Halland
| Ort      | Kirche             | Bemerkungen                                         | Fotos | Fotos |
| -------- | ------------------ | --------------------------------------------------- | ----- | ----- |
| Halmstad | Sankt Nikolai (CC) | gotisch ab 1432, stark erneuert nach Brand von 1618 |       |       |

### Skåne
Schonen, bis 1658 dänisch
– Siehe auch Hallenkirchen in Skåne (5) –
Anzahl: 3
| Ort         | Kirche            | Bemerkungen    | Fotos | Fotos |
| ----------- | ----------------- | -------------- | ----- | ----- |
| Båstad      | Sankta Maria (CC) | um 1450        |       |       |
| Helsingborg | Sankta Maria (CC) | Backsteingotik |       |       |
| Ystad       | Sankt Petri (CC)  | Backsteingotik |       |       |

### Västergötaland
| Ort      | Kirche                  | Bemerkungen | Fotos | Fotos |
| -------- | ----------------------- | ----------- | ----- | ----- |
| Göteborg | SCarl Johans Kyrka (CC) | 1826        |       |       |

## Svealand
– Siehe auch Hallenkirchen in Svealand (17) –
Anzahl: 7

### Dalarna
| Ort                              | Kirche                       | Bemerkungen    | Fotos | Fotos |
| -------------------------------- | ---------------------------- | -------------- | ----- | ----- |
| Hedemora                         | Hedemora kyrka (CC)          |                |       |       |
| Stora Kopparberg, Gemeinde Falun | Stora Kopparbergs kyrka (CC) | Backsteingotik |       |       |

### Örebro Län
| Ort    | Kirche              | Bemerkungen | Fotos | Fotos |
| ------ | ------------------- | --- | ----- | ----- |
| Örebro | Hedemora kyrka (CC) | gotische Steinkirche, neugotischer Backsteinturm; außen sichtbare Hochschiffswände, aber innen Grenzfall Hallenkirche/Pseudobasilika |       |       |

### Stockholms Län
| Ort       | Kirche                       | Bemerkungen                       | Fotos | Fotos |
| --------- | ---------------------------- | --------------------------------- | ----- | ----- |
| Stockholm | Riddarholmskyrka (CC)        | teils Halle, teils Pseudobasilika |       |       |
| Stockholm | Storkyrka Sankt Nicolai (CC) | teils Halle, teils Pseudobasilika |       |       |

### Värmland
| Ort          | Kirche | Bemerkungen | Fotos | Fotos |
| ------------ | ------ | ----------- | ----- | ----- |
| Kristinehamn | (CC)   | 1847–1858   |       |       |

### Västmanland
| Ort          | Kirche | Bemerkungen | Fotos | Fotos |
| ------------ | ------ | --- | ----- | ----- |
| Kristinehamn | (CC)   | außen nachgotisch, innen klassizistisch, tonnengewölbtes Mittelschiff, flachgedeckte Seitenschiffe, aber geringe Dachneigung |       |       |

## Norrland
– Siehe auch Hallenkirchen in Norrland (3) –
Anzahl: 6

### Gävleborgs Län
| Ort                   | Kirche                              | Anmerkungen                                                                                                 | Fotos | Fotos                |
| --------------------- | ----------------------------------- | --- | ----- | -------------------- |
| Gävle, Gävleborgs län | Sjömanskyrkan (Seemannskirche) (CC) | 1891, neugotisch                                                                                            |       | Innenfoto siehe Link |
| Järvsö, Ljusdal       | Järvsö Kyrka (CC)                   | 1838, außen klassizistisch, innen neoromanisch, Dachneigung über 30°, Grenzfall Hallenkirche/Pseudobasilika |       |                      |

### Norrbotten
| Ort        | Kirche                 | Anmerkungen                                                         | Fotos | Fotos |
| ---------- | ---------------------- | ------------------------------------------------------------------- | ----- | ----- |
| Arvidsjaur | Arvidsjaurs Kyrka (CC) | neugotisch aus Holz, Emporen, Grenzfall Hallenkirche/Pseudobasilika |       |       |

### Västerbotten
| Ort                        | Kirche           | Anmerkungen                       | Fotos | Fotos |
| -------------------------- | ---------------- | --------------------------------- | ----- | ----- |
| Bureå, Gemeinde Skellefteå | Bureå Kyrka (CC) | 1920, neugotische Backsteinkirche |       |       |

### Västernorrland
| Ort       | Kirche               | Anmerkungen                                       | Fotos | Fotos |
| --------- | -------------------- | ------------------------------------------------- | ----- | ----- |
| Härnösand | Domkirche (CC)       | 1848, klassizistisch                              |       |       |
| Sundsvall | Skönsmons kyrka (CC) | Seitenschiffe mit Emporen und unter Zwerchdächern |       |       |